# 2006年の野球
2006年の野球（2006ねんのやきゅう）では、2006年の野球における動向をまとめる。

## できごと

### 1月
- 1月10日 - 日本野球殿堂入りメンバー決定。門田博光、山田久志、高木守道（以上競技者表彰）、豊田泰光、川島廣守（以上特別表彰）の5名。
- 1月31日 - 【高校】3月23日から阪神甲子園球場で行われる第78回選抜高等学校野球大会の出場校を決定する選考委員会が大阪市北区の毎日新聞大阪本社で開かれ、初出場12校を含む32校を選出。

### 2月
- 2月9日 - 【五輪】トリノで開かれたIOC総会に提出された、2012年ロンドンオリンピックでの野球、ソフトボールの復活開催についての嘆願に基づき、IOC委員による投票が行われたが、ともに4票差で復活案否決。

### 3月
- 3月3日 - 【高校】3月の選抜高等学校野球大会に北海道地区代表として出場予定だった駒澤大学附属苫小牧高等学校が、同1日に部員10人を含む同校の卒業生14名が飲酒補導された問題を受け、同大会の出場を辞退し、監督も同日辞任。
- 3月20日 - 【WBC】2006 ワールド・ベースボール・クラシック決勝戦がサンディエゴで行われ、日本がキューバを10-6で破り、初代王者に輝いた。最優秀選手（MVP）には松坂大輔投手（西武）が選ばれた。
- 3月23日 -【高校】第78回選抜高等学校野球大会が甲子園球場で開幕。
- 3月26日 - 【高校】第78回選抜高等学校野球大会第4日第1試合で、北信越地区代表の日本文理（新潟）が関東地区代表の高崎商（群馬）に4-3で勝利。これにより選抜未勝利都道府県は消滅。

### 4月
- 4月4日 - 【高校】第78回選抜高等学校野球大会の決勝戦が甲子園球場で行われ、横浜が清峰を21-0で降し、1998年（第70回）以来8年ぶり3回目の優勝を飾った。横浜の21得点は、同大会決勝戦での最多得点記録。
- 4月26日 - 【高校】駒澤大学附属苫小牧高等学校は、3月に部員の不祥事により監督を辞任した香田誉士史の監督復帰を発表（3月3日のできごと参照）。

### 5月
- 5月15日 - 【独立】「北信越リーグ（仮）」設立準備室代表の村山哲二と漫画家の水島新司（新潟県出身）が記者会見を開き、新潟・長野・富山・石川の北陸地方・信越地方4県に球団を設立し、2007年4月下旬よりリーグ戦を実施する構想を発表[1]
- 5月31日 - 【大学】東都大学リーグ1部は同率によるワンゲームプレーオフが行われ、青山学院大学が亜細亜大学を5－2で降し、3季連続優勝

### 6月
- 6月13日 - 【大学】第55回全日本大学野球選手権大会は神宮で決勝戦が行われ、大阪体育大学が青山学院大学を7－6で降して優勝。大阪体育大学の優勝は初。また、阪神大学野球連盟代表の優勝も初。青山学院大学は初出場時から続けていた連勝が19で止まった。
- 6月24日 - 【大学】愛知大学野球連盟理事会は、春季にオープン参加していた中京女子大学の秋季リーグからの正式加盟を決定した。
- 6月29日 - 【独立】四国アイランドリーグはこの日2カードのダブルヘッダー計4試合を行い、前期優勝へのマジックを1としていた高知ファイティングドッグスは徳島インディゴソックスとの第1試合で5－4と勝利を収め、前期優勝を決めた。

### 8月
- 8月6日 - 第88回全国高等学校野球選手権大会が甲子園で開幕。
- 8月13日 - 【社会人】第31回全日本クラブ野球選手権大会最終日は足利市総合運動公園野球場で準決勝と決勝戦が行われ、決勝戦では初出場の和歌山箕島球友会（西近畿代表）が大和高田クラブ（東近畿代表）を7-6で破り、初出場初優勝を達成。と同時に、今年から創設された社会人野球日本選手権大会のクラブ選手権優勝チーム推薦出場権を獲得した。大和高田クラブは3年連続の準優勝。
- 8月20日 - 【高校】第88回全国高等学校野球選手権大会第15日は決勝戦、早稲田実業対駒大苫小牧が行われたが、延長15回1-1で引き分け、再試合となった。同大会の決勝戦再試合は1969年（第51回）の松山商対三沢以来2回目（ただし、松山商対三沢は当時の大会規定で延長18回）。また、同大会決勝戦の延長戦は1996年（第78回）以来10年ぶり6度目。
- 8月21日 - 【高校】第88回全国高等学校野球選手権大会の決勝戦の再試合が甲子園行われ、早稲田実業が駒大苫小牧を4-3で下し出場27回目で初優勝。
- 8月28日 - 【軟式】第51回全国高等学校軟式野球選手権大会最終日が明石公園野球場で行われ、作新学院が中京を1-0で降し、11年ぶり6度目の優勝を果たした。エースの種市学投手は準々決勝でのノーヒットノーランを含め、大会史上3人目の全試合（4試合）完封勝利。これは大会史上3人目の快挙。

### 9月
- 9月5日 - 【社会人】第77回都市対抗野球大会最終日が東京ドームで行われ、にかほ市・TDKが横須賀市・日産自動車を4-3で破り初優勝。橋戸賞には、野田正義が選出。日産自動車は2年連続準優勝。
- 9月7日 - 社会人野球・シダックスが今季限りの廃部を発表。
- 9月19日 - 【高校】松山商業高校の澤田勝彦監督が勇退を表明。
- 9月21日 - 【独立】四国アイランドリーグは、オークランド・アスレチックス傘下3Aサクラメントでプレーした多田野数人投手が22日から10月12日までスポット加入することを発表。所属は徳島インディゴソックス。サクラメントは全日程を終了しており、実戦での登板機会を求めた多田野側の意向を受けた四国アイランドリーグがスポット加入を認めたもの。
- 9月24日 - 【独立】四国アイランドリーグはこの日、後期優勝のマジックを「1」としていた香川オリーブガイナーズが愛媛マンダリンパイレーツを6-0で降して後期優勝を決めた。香川の優勝は初（昨年は年間1シーズン制）

### 10月
- 10月4日 - 【高校・軟式】のじぎく兵庫国体の公開競技、高校野球（硬式）の決勝は、早稲田実業が1対0で駒大苫小牧に勝利し優勝達成。高校野球（軟式）は作新学院が広陵に1対0で勝利。軟式・硬式ともに夏の敗者のリベンジはならず。
- 10月15日 - 四国アイランドリーグのリーグチャンピオンシップは7日から前期優勝の高知と後期優勝の香川の間で争われていたが、香川が3勝1敗とし、初の年間総合優勝達成。
- 10月31日 - 覚せい剤取締法違反の疑いで野村貴仁が逮捕される。野村は公判で現役時代から興奮剤を使用していたことを証言した。

### 11月
- 11月4日 - 【大学・NPB】明治神宮創建80周年記念として、東京六大学選抜対東京ヤクルトスワローズの試合が明治神宮野球場で行われ、3－2でヤクルトが辛勝した。大学硬式野球チームとプロ野球チームが試合を行うのは史上初。
- 11月12日 - アジアシリーズ2006最終日は決勝戦が行われ、日本ハムがLa Newを1－0で降し、アジアチャンピオンとなった。日本ハムは初のアジア一。日本チームのアジアシリーズ制覇は2年連続。
- 11月15日 - 【大学・高校】第37回明治神宮野球大会最終日、大学の部は亜細亜大学（東都大学野球連盟）が早稲田大学（東京六大学野球連盟）を5-2で破り、4年ぶり3回目の優勝。高校の部は高知（四国）が報徳学園（近畿）を10-5で降して初優勝。
- 11月24日 -【高校】日本高校野球連盟は、2008年に行われる第90回全国高等学校野球選手権大会の開幕日を例年より前倒しし、8月2日から17日間とすると発表。
- 11月26日 - 【社会人】第33回社会人野球日本選手権大会最終日が京セラドーム大阪で行われ、富士重工業（関東）が日本生命（近畿）を4－2で降して、25年ぶり2回目の優勝。最優秀選手賞はコーチ兼投手の阿部次男。

### 12月
- 12月7日 - 第15回アジア競技大会野球競技の決勝戦が行われ、チャイニーズ・タイペイが日本に8対7で勝利し、優勝達成

## 競技結果

### 国際試合

#### ワールド・ベースボール・クラシック2006
- 3月3日～20日（現地時間）

| 順位            | チーム               | 勝 | 敗 | 失点率 | 防御率 |
| --------------- | -------------------- | -- | -- | ------ | ------ |
| 1               | 日本                 | 5  | 3  | -      | -      |
| 2               | キューバ             | 5  | 3  | -      | -      |
| ベスト4         |                      |    |    |        |        |
| 3               | 韓国                 | 6  | 1  | -      | -      |
| 4               | ドミニカ共和国       | 5  | 2  | -      | -      |
| 第2ラウンド敗退 |                      |    |    |        |        |
| 5               | プエルトリコ         | 4  | 2  | -      | -      |
| 6               | メキシコ             | 3  | 3  | 2.72   | -      |
| 7               | ベネズエラ           | 3  | 3  | 3.40   | -      |
| 8               | アメリカ合衆国       | 3  | 3  | 3.75   | -      |
| 第1ラウンド敗退 |                      |    |    |        |        |
| 9               | カナダ               | 2  | 1  | -      | -      |
| 10              | イタリア             | 1  | 2  | 5.48   | -      |
| 11              | オランダ             | 1  | 2  | 6.84   | 6.48   |
| 12              | チャイニーズタイペイ | 1  | 2  | 6.84   | 6.84   |
| 13              | オーストラリア       | 0  | 3  | 6.85   | -      |
| 14              | パナマ               | 0  | 3  | 6.92   | -      |
| 15              | 中国                 | 0  | 3  | 14.40  | -      |
| 16              | 南アフリカ共和国     | 0  | 3  | 15.55  | -      |

#### 第23回ハーレムベースボールウィーク
- 7月21日～30日（現地時間）、オランダ・ハーレム
- リーグ戦
  - 1位　キューバ　5勝
  - 2位　オランダ　4勝1敗
  - 3位　アメリカ　2勝3敗
  - 4位　日本　2勝3敗
  - 5位　中国　1勝4敗
  - 6位　チャイニーズ・タイペイ　1勝4敗
- 決勝戦
  - オランダ 9-6 キューバ

#### 第2回IBAF女子ワールドカップ
- 7月31日～8月6日；台湾・台北
- 1位　アメリカ　5勝1敗
- 2位　日本　4勝2敗
- 3位　カナダ　4勝2敗
- 4位　オーストラリア　4勝2敗
- 5位　チャイニーズ・タイペイ　3勝3敗
- 6位　キューバ　1勝5敗
- 7位　香港　6敗

#### 第3回世界大学野球選手権
- 8月6日～16日（現地時間）、キューバ・ハバナ
- 予選リーグ
  - Aグループ
    - 1位　キューバ　3勝1敗
    - 2位　日本3勝1敗
    - 3位　イタリア　2勝2敗
    - 4位　ニカラグア　1勝3敗
    - 5位　バハマ　1勝3敗

  - Bグループ
    - 1位　アメリカ　5勝
    - 2位　チャイニーズ・タイペイ　4勝1敗
    - 3位　プエルトリコ　2勝3敗
    - 4位　メキシコ　2勝3敗
    - 5位　チェコ　1勝4敗
    - 6位　バージン諸島　1勝4敗
- 決勝トーナメント
  - 1位　アメリカ
  - 2位　チャイニーズ・タイペイ
  - 3位　キューバ
  - 4位　日本
  - 5位　イタリア
  - 6位　プエルトリコ
  - 7位　メキシコ
  - 8位　ニカラグア
  - 9位　バージン諸島
  - 10位 チェコ
  - 11位 バハマ

#### 第16回IBAFインターコンチネンタルカップ
- 11月9日～19日、台湾・台中市
- 予選リーグ
  - 1位　キューバ　6勝1敗
  - 2位　日本　6勝1敗
  - 3位　オランダ　5勝2敗
  - 4位　チャイニーズ・タイペイ　4勝3敗
  - 5位　オーストラリア　3勝4敗
  - 6位　韓国　2勝5敗
  - 7位　イタリア　2勝5敗
  - 8位　フィリピン　7敗
- 決勝トーナメント
  - 1位　キューバ
  - 2位　オランダ
  - 3位　チャイニーズ・タイペイ
  - 4位　日本
  - 5位　オーストラリア
  - 6位　イタリア
  - 7位　韓国
  - 8位　フィリピン

#### 第15回アジア競技大会
- 11月29日～12月7日、カタール・ドーハ
- 1位　チャイニーズ・タイペイ　5勝
- 2位　日本　4勝1敗
- 3位　韓国　3勝2敗
- 4位　中国　2勝3敗
- 5位　タイ　1勝4敗
- 6位　フィリピン　5敗

### アジアシリーズ
- 11月9日～12日：東京ドーム

| 順位 | 名称                       | 北海道日本ハムファイターズ | La Newベアーズ | 三星ライオンズ | チャイナスターズ | 勝 | 分 | 負 | 得 | 失 |
| ---- | -------------------------- | -------------------------- | -------------- | -------------- | ---------------- | -- | -- | -- | -- | -- |
| 1    | 北海道日本ハムファイターズ | -                          | ○2-1           | ○7-1           | ○6-1             | 3  | 0  | 0  | 15 | 3  |
| 2    | La Newベアーズ             | ●1-2                       | -              | ○3-2           | ○12-2            | 2  | 0  | 1  | 16 | 6  |
| 3    | 三星ライオンズ             | ●1-7                       | ●2-3           | -              | ○13-1            | 1  | 0  | 2  | 16 | 11 |
| 4    | チャイナスターズ           | ●1-6                       | ●2-12          | ●1-13          | -                | 0  | 0  | 3  | 4  | 31 |

- 決勝（12日）　北海道日本ハム 1－0 La New

（北海道日本ハムは初のアジアチャンピオン。NPB代表チームは2年連続2回目のアジアシリーズ制覇）

### メジャーリーグ（MLB）
- ワールド・シリーズ（10月21日～27日　（現地時間））

セントルイス・カージナルス 4勝－1勝 デトロイト・タイガース
（カージナルスは24年ぶり10回目のワールド・シリーズ制覇）
- リーグ・チャンピオンシップ（10月10日～19日（現地時間））
  - アメリカン・リーグ

タイガース 4勝－0勝 アスレチックス
  - ナショナル・リーグ

カージナルス 4勝－3勝 メッツ
- ディビジョナル・シリーズ（10月3日～8日（現地時間））
  - アメリカン・リーグ

アスレチックス 3勝－0勝 ツインズ
タイガース 3勝－1勝 ヤンキース
  - ナショナル・リーグ

メッツ 3勝－0勝 ドジャース
カージナルス 3勝－1勝 パドレス
- レギュラー・シーズン
  - アメリカン・リーグ東地区

優勝　ヤンキース　97勝65敗 .599　－
2位　ブルージェイズ　87勝75敗 .537　10.0差
3位　レッドソックス　86勝76敗 .531　1.0差
4位　オリオールズ　70勝92敗 .432　16.0差
5位　デビルレイズ　61勝101敗 9.0差
  - アメリカン・リーグ中地区

優勝　ツインズ　96勝66敗 .593　－
2位　タイガース　95勝67敗 .586　1.0差
3位　ホワイトソックス　90勝72敗 .556　5.0差
4位　インディアンス　78勝84敗 .481　12.0差
5位　ロイヤルズ　62勝100敗 .383　16.0差
  - アメリカン・リーグ西地区

優勝　アスレチックス　93勝69敗 .574　－
2位　エンゼルス　89勝73敗 .549　4.0差
3位　レンジャース　80勝82敗 .494　9.0差
4位　マリナーズ　78勝84敗 .481　2.0差
- 個人成績（主要部門）
- MVP ジャスティン・モルノー（ミネソタ・ツインズ）
- 新人王 ジャスティン・バーランダー（デトロイト・タイガース）
- 首位打者 ジョー・マウアー（ミネソタ・ツインズ）　.347
- 本塁打王 デビッド・オルティーズ（ボストン・レッドソックス）　54本
- 打点王　デビッド・オルティーズ（ボストン・レッドソックス）　137打点
- 盗塁王　カール・クロフォード（タンパベイ・デビルレイズ）　58盗塁
- サイ・ヤング賞 ヨハン・サンタナ（ミネソタ・ツインズ）
- 最優秀防御率 ヨハン・サンタナ（ミネソタ・ツインズ）　2.77
- 最多勝 ヨハン・サンタナ（ミネソタ・ツインズ）・王建民（ニューヨーク・ヤンキース） 19勝
- 最多奪三振 ヨハン・サンタナ（ミネソタ・ツインズ）　245個
- セーブ王　フランシスコ・ロドリゲス（ロサンゼルス・エンゼルス）　47セーブ
  - ナショナル・リーグ東地区

優勝　メッツ　97勝65敗 .599　－
2位　フィリーズ　85勝77敗 .525　12.0差
3位　ブレーブス　79勝83敗 .488　6.0差
4位　マーリンズ　78勝84敗 .481　1.0差
5位　ナショナルズ　71勝91敗 .438　7.0差
  - ナショナル・リーグ中地区

優勝　カージナルス　83勝78敗 .516　－
2位　アストロズ　82勝80敗 .506　1.5差
3位　レッズ　80勝82敗 .494　2.0差
4位　ブリュワーズ　75勝87敗 .463　5.0差
5位　パイレーツ　67勝95敗 .414　8.0差
6位　カブス　66勝96敗 .407　1.0差
  - ナショナル・リーグ西地区

優勝　パドレス　88勝74敗 .543　－
2位　ドジャース　88勝74敗 .543　－
3位　ジャイアンツ　76勝85敗 .472　11.5差
4位　ダイヤモンドバックス　76勝86敗 .469　0.5差
5位　ロッキーズ　76勝86敗 .469　－
（パドレスとドジャース、ダイヤモンドバックスとロッキーズは対戦成績結果によりそれぞれパドレスとダイヤモンドバックスが上位扱い）
- 個人成績（主要部門）
- MVP　ライアン・ハワード（フィラデルフィア・フィリーズ）
- 新人王　ハンリー・ラミレス（フロリダ・マーリンズ）
- 首位打者　フレディ・サンチェス（ピッツバーグ・パイレーツ）
- オールスターゲーム（7月11日（現地時間）・PNCパーク）
アメリカン・リーグ 3-2 ナショナル・リーグ

### 四国アイランドリーグ
- 前期：4月1日～7月2日、後期：7月7日～10月1日

|      | 前期                       | 前期 | 前期 | 前期 | 前期 | 前期 | 後期                       | 後期 | 後期 | 後期 | 後期 | 後期 |
| 順位 | 球団                       | 勝   | 敗   | 分   | 勝率 | 差   | 球団                       | 勝   | 敗   | 分   | 勝率 | 差   |
| ---- | -------------------------- | ---- | ---- | ---- | ---- | ---- | -------------------------- | ---- | ---- | ---- | ---- | ---- |
| 優勝 | 高知ファイティングドッグス | 27   | 13   | 5    | .675 | -    | 香川オリーブガイナーズ     | 29   | 11   | 4    | .725 | -    |
| 2位  | 香川オリーブガイナーズ     | 22   | 18   | 5    | .550 | 5.0  | 高知ファイティングドッグス | 24   | 17   | 3    | .585 | 5.5  |
| 3位  | 愛媛マンダリンパイレーツ   | 20   | 20   | 5    | .500 | 2.0  | 愛媛マンダリンパイレーツ   | 16   | 24   | 5    | .400 | 7.5  |
| 4位  | 徳島インディゴソックス     | 12   | 30   | 3    | .286 | 9.0  | 徳島インディゴソックス     | 12   | 29   | 4    | .293 | 4.5  |

（ゲーム差は直近上位のチームとのもの）
- 後期は香川対高知1試合が代替日程を確保できずに開催されなかったため、この2チームのみ44試合。

#### リーグチャンピオンシップ
- 10月7日・10月8日（高知市営東部総合運動場硬式野球場）、10月14日・10月15日（オリーブスタジアム）

第1戦 香川 9 - 7 高知
第2戦 香川 7 - 3 高知
第3戦 高知 7 - 3 香川
第4戦 香川 3x - 2 高知
- - （香川は初の総合優勝）

### 社会人野球
- 第77回都市対抗野球大会（8月25日～9月5日；東京ドーム）
優勝：TDK（初優勝）
- 第31回全日本クラブ野球選手権（8月10日～13日；足利、太田）
優勝：和歌山箕島球友会（初優勝）
- 第1回ナショナルクラブベースボールシリーズ（8月12日・13日）
  - 東日本カップ（岩手県営野球場、雫石町営球場）

優勝：オール苫小牧
  - 中日本カップ（清水庵原球場）

優勝：静岡硬式野球倶楽部
  - 西日本カップ（周南市野球場）

優勝：松山フェニックス
- 第33回社会人野球日本選手権大会（11月18日～26日；京セラドーム大阪）
優勝：富士重工業（25年ぶり2回目）
- 地区連盟主催大会（旧公認大会）
  - 第49回JABA北海道大会（7月27日～31日；円山）

優勝：住友金属鹿島（初優勝）
  - 第38回JABA東北大会（5月10日～15日；フルキャスト、愛島、石巻）

優勝：七十七銀行（初優勝）
  - 第61回JABA東京スポニチ大会（3月8日～12日；神宮、インボイスSEIBUドーム、横浜）

優勝：日産自動車（4年ぶり3回目）
  - 第54回JABA静岡大会（4月7日～13日；草薙、浜松）

優勝：日産自動車（2年ぶり9回目）
  - 第60回JABAベーブルース杯争奪大会（5月3日～6日；長良川、大垣北）

優勝：西濃運輸（2年連続5回目）
  - 第58回JABA京都大会（4月30日～5月6日；西京極）

優勝：日本生命（3年ぶり8回目）
  - 第50回JABA岡山大会（4月21日～25日；倉敷マスカットスタジアム、倉敷市営）

優勝：東芝（13年ぶり8回目）
  - 第36回JABA四国大会（4月7日～14日；鳴門）

優勝：JR東日本東北（初優勝）
  - 第60回JABA九州大会（5月8日～14日；北九州市民、北九州大谷）

優勝：日立製作所（初優勝）

### 大学野球
- 第55回全日本大学野球選手権大会（6月6日～13日；神宮、東京ドーム）
決勝戦　大阪体育大 7-6 青山学院大　（大阪体育大学は初優勝）
- 第35回日米大学野球選手権大会
  - 第1戦（7月25日（現地時間）；ノースカロライナ州・ダーラム）　日本 4-2 アメリカ
  - 第2戦（26日；サウスカロライナ州・グリーンビル）　日本 0-5 アメリカ
  - 第3戦（27日；ノースカロライナ州・カナポリス）　日本 3-4 アメリカ
  - 第4戦（28日；ノースカロライナ州・グリーンズボロ）　日本 5-6 アメリカ
  - 第5戦（29日；ノースカロライナ州・シャーロット）　日本 2-2 アメリカ　（延長12回）

通算3勝1敗1分でアメリカの3年ぶり21回目の優勝。
- 第37回明治神宮野球大会大学の部（11月12日～15日；神宮、神宮第二）
決勝戦　亜細亜大 5-2 早稲田大　（亜細亜大は4年ぶり3度目の優勝）
- 各大学リーグ結果（※は明治神宮野球大会出場権を得た大学）
  - 北海道学生野球連盟
1部春季優勝：東農大生物産業学部
2部春季優勝：北海道教育大旭川校
1部秋季優勝：東農大生物産業学部
2部秋季優勝：北海道教育大函館校
  - 札幌学生野球連盟
1部春季優勝：浅井学園大
2部春季優勝：酪農大
3部春季優勝：樽商大
1部秋季優勝：札幌大
2部秋季優勝：札幌国際大
3部秋季優勝：北海道教育大岩見沢校
  - 北東北大学野球連盟
1部春季優勝：青森大
2部春季優勝：盛岡大
3部春季優勝：秋田県立大
1部秋季優勝：青森大
2部秋季優勝：青森中央学院大
  - 仙台六大学野球連盟
春季優勝：東北学院大
秋季優勝：東北福祉大※
  - 南東北大学野球連盟
1部春季優勝：石巻専修大
2部春季優勝：山形大工学部
1部秋季優勝：東日本国際大
2部秋季優勝：東北公益文科大
  - 千葉県大学野球連盟
1部春季優勝：国際武道大
2部春季優勝：千葉経済大
3部春季優勝：日大生産工学部
1部秋季優勝：国際武道大
2部秋季優勝：敬愛大
3部秋季優勝：東邦大
  - 関甲新学生野球連盟
1部春季優勝：上武大
2部春季優勝：松本大
3部春季優勝：埼玉大
1部秋季優勝：上武大※
2部秋季優勝：関東学園大
3部秋季優勝：茨城大
  - 東京新大学野球連盟
1部春季優勝：創価大
2部春季優勝：東京国際大
3部春季優勝：都立大
4部春季優勝：帝京科学大
1部秋季優勝：創価大
2部秋季優勝：高千穂大
3部秋季優勝：工学院大
4部秋季優勝：電気通信大
  - 東京六大学野球連盟
春季優勝：法大
秋季優勝：早大※
  - 東都大学野球連盟
1部春季優勝：青学大
2部春季優勝：国学大
3部春季優勝：拓殖大
4部春季優勝：一橋大
1部秋季優勝：亜大※
2部秋季優勝：専修大
3部秋季優勝：拓殖大
4部秋季優勝：学習院大
  - 首都大学野球連盟
1部春季優勝：東海大
2部春季優勝：大東大
1部秋季優勝：筑波大※
2部秋季優勝：大東大
  - 神奈川大学野球連盟
1部春季優勝：関東学院大
2部春季優勝：桐蔭横浜大
1部秋季優勝：関東学院大
2部秋季優勝：横浜国大
  - 愛知大学野球連盟
1部春季優勝：名城大
2部春季優勝：名学大
3部春季優勝：名大
4部春季優勝：南山大
5部春季優勝：名古屋市大
1部秋季優勝：愛知学院大※
2部秋季優勝：日本福祉大
3部秋季優勝：名大
4部秋季優勝：東邦学園大
5部秋季優勝：愛知淑徳大
  - 東海地区大学野球連盟
    - 岐阜学生野球連盟春季優勝：岐阜聖徳大
    - 三重学生野球連盟春季優勝：三重中京大
    - 静岡学生野球連盟春季優勝：日大国際関係学部（大学選手権出場）
    - 岐阜学生野球連盟秋季優勝：岐阜聖徳大
    - 三重学生野球連盟秋季優勝：三重大
    - 静岡学生野球連盟秋季優勝：日大国際関係学部

  - 北陸大学野球連盟
1部春季優勝：福井工大
2部春季優勝：富山大
1部秋季優勝：金沢学院大
2部秋季優勝：富山大
  - 関西学生野球連盟
春季優勝：近大
秋季優勝：近大※
  - 関西六大学野球連盟
春季優勝：龍谷大
秋季優勝：龍谷大
  - 阪神大学野球連盟
1部春季優勝：大体大
2部春季優勝：大阪経法大
3部春季優勝：流通科学大
1部秋季優勝：大産大※
2部秋季優勝：姫路獨協大
3部秋季優勝：摂南大
  - 近畿学生野球連盟
1部春季優勝：阪南大
2部春季優勝：大教大
3部春季優勝：羽衣国際大
1部秋季優勝：奈良産業大
2部秋季優勝：大工大
3部秋季優勝：太成学院大
  - 京滋大学野球連盟
1部春季優勝：京都学園大
2部春季優勝：京都創成大
1部秋季優勝：佛教大
2部秋季優勝：京都府大
  - 広島六大学野球連盟
春季優勝：広島経済大
秋季優勝：近大工学部
  - 中国地区大学野球連盟
1部春季優勝：徳山大
2部春季優勝：島根大
3部春季優勝：岡山県立大
4部春季優勝：広島国際大呉キャンパス
1部秋季優勝：東亜大※
2部秋季優勝：山口大
3部秋季優勝：倉敷芸術科学大
4部秋季優勝：呉大
  - 四国地区大学野球連盟
1部春季優勝：松山大
2部春季優勝：鳴門教育大
1部秋季優勝：高知大
2部秋季優勝：鳴門教育大
  - 九州六大学野球連盟
春季優勝：福岡大
秋季優勝：九州国際大
  - 福岡六大学野球連盟
春季優勝：第一経大
秋季優勝：九産大※
  - 九州地区大学野球連盟
春季優勝：九州東海大
秋季優勝：九州東海大

### 高校野球
- 第78回選抜高等学校野球大会（3月23日 - 4月4日：甲子園）
  - 決勝　横浜（神奈川） 21 - 0 清峰（長崎）（横浜は8年ぶり3回目の優勝）
- 第88回全国高等学校野球選手権大会（8月6日 - 8月21日：甲子園）
  - 決勝　早稲田実（西東京） 1 - 1 駒大苫小牧（南北海道）　（延長15回引き分け）
  - 決勝再試合　早稲田実 4 - 3 駒大苫小牧　（早稲田実は初優勝）
- 第51回全国高等学校軟式野球選手権大会（8月25日 - 29日；明石、高砂）
  - 決勝　作新学院（北関東・栃木） 1-0 中京（東海・岐阜） （作新学院は11年ぶり6回目の優勝）
- のじぎく兵庫国体（9月30日～10月4日；明石ほか）
  - 硬式決勝　早稲田実 1-0 駒大苫小牧
  - 軟式決勝　作新学院 1-0 広陵
- 第37回明治神宮野球大会高校の部（11月12日～15日；神宮）
  - 決勝　高知 10-5 報徳学園　（高知は初優勝）

## 誕生
- 4月6日 - 石塚裕惺
- 4月18日 - 柴田獅子
- 5月8日 - 坂井遼
- 5月9日 - 茨木佑太
- 5月13日 - 龍山暖
- 5月14日 - 山口廉王
- 6月10日 - 石見颯真
- 6月25日 - 田中陽翔
- 6月28日 - 乾健斗
- 7月5日 - 宇野真仁朗
- 7月17日 - 清水大暉
- 7月21日 - 石田充冴
- 7月24日 - 津嘉山憲志郎
- 8月20日 - 河野伸一朗
- 8月28日 - 吉岡暖
- 9月15日 - 谷村剛
- 9月20日 - 篠原響、有馬惠叶
- 10月8日 - 堀江正太郎
- 10月10日 - 小針大輝
- 11月17日 - 藤田琉生
- 11月25日 - 澁谷純希
- 11月29日 - モイセエフ・ニキータ
- 12月25日 - 狩生聖真、森駿太
- 12月31日 - 高橋幸佑

## 死去
- 1月2日 - 近藤貞雄（西鉄軍・東京巨人軍・中日ドラゴンズの投手、中日ドラゴンズ・横浜大洋ホエールズ・日本ハムファイターズの監督、*1925年）
- 1月14日 - ブッバ・モートン（東映フライヤーズの外野手、*1931年）
- 1月16日 - ウィリー・スミス（元大リーグ外野手・南海ホークス外野手、* 1939年）
- 1月23日 - 高木時夫（中日ドラゴンズの捕手、*1937年）
- 2月9日 - 藤田元司（読売ジャイアンツの投手・監督、*1931年）
- 3月6日 - カービー・パケット（元大リーグ外野手、*1961年）
- 3月16日 - 石原照夫（東映フライヤーズの内野手、*1929年）
- 4月16日 - 三宅宅三（毎日オリオンズの投手、ロッテのコーチ・スコアラー・スカウト、*1921年）
- 4月25日 - 川崎徳次（南海・読売・西鉄の投手、西鉄監督、*1921年）
- 4月28日 - スティーヴ・ハウ（元大リーグ投手、*1958年）
- 5月5日 - 上本孝一（広島捕手、セ・リーグ審判員、*1963年）
- 5月8日 - 竹元勝雄、（元プロ野球選手、* 1926年）
- 5月26日 - 山本英一郎（全日本アマチュア野球連盟・日本野球連盟前会長、*1919年）
- 6月20日 - 宮本四郎（大洋・阪急・阪神投手、横浜スカウト、*1952年）
- 7月13日 - 宮田征典（読売ジャイアンツの投手・コーチ、*1939年）
- 7月18日 - 牧野直隆（高野連名誉会長、*1910年）
- 7月19日 - 田口周（ヤクルトスワローズの二軍監督・球団代表・球団社長、*1932年）
- 7月24日 - 堀井数男（南海外野手・コーチ、*1923年）
- 7月25日 - アルド・ノタリ（国際野球連盟会長、*1932年）
- 7月29日 - 長谷川良平（広島東洋カープ投手・監督、*1930年）
- 7月31日 - 高橋明（読売ジャイアンツ・西鉄ライオンズ投手、*1942年）
- 9月1日 - 多田文久三（読売ジャイアンツ・近鉄パールスの投手・捕手、*1921年）
- 9月14日 - 奥田敏輝、元プロ野球選手（* 1949年）
- 9月23日 - 梶本隆夫（阪急ブレーブス投手・監督、*1935年）
- 10月12日 - コリー・ライドル（ヤンキース投手、*1972年）
- 10月27日 - ジョー・ニークロ（元大リーグ投手、*1944年）
- 11月22日 - パット・ドブソン（元大リーグ投手、*1942年）